# Striolata striolata
Striolata striolata ist eine auf dem Land lebende Schneckenart aus der Familie der Walddeckelschnecken (Cochlostomatidae) in der Ordnung Architaenioglossa („Alt-Bandzüngler“). Sie ist die einzige Art der Gattung Striolata Wagner, 1897.

## Merkmale
Das rechtsgewundene Gehäuse ist kegelförmig bis länglich-kegelförmig und misst 8 bis 9 mm (9,7 mm) in der Höhe und 3,5 bis 4,5 mm (4,9 mm) in der Breite. Die Gehäuse sind alternierend mit schwächeren und kräftigeren Rippen ornamentiert. Auf 1 bis 4 schwächere Rippen folgt eine kräftigere Rippe. Auf der ersten und letzten Windung sind die Rippen nahezu gleichförmig. Die Rippenzahl pro Windung variiert nur wenig. Die Rippen stehen etwas schief zur Windungsachse und sind zudem leicht S-förmig gebogen.
Der Apex ist abgestumpft, die Basis verhältnismäßig breit. Das Gehäuse weist 7 bis 8 mäßig gewölbte Windungen auf, die rasch zunehmend sind und durch eine seichte Naht voneinander abgesetzt werden. Der letzte Umgang ist unten gerundet, häufig aber auch etwas abgeflacht und eine Kante bildend; er steigt nicht an. Die Mündung ist gerundet-eiförmig, am oberen Ende leicht gespitzt. Das untere Ende weicht etwas nach hinten zurück. Der Mündungsrand ist einfach bis verdoppelt, nur schmal nach außen umgeschlagen und scharf auslaufend. Die Innenlippe ist nur angedeutet und durch eine dünne Lamelle verbunden. Der Nabel ist eng, aber offen.
Die Schale ist dünn und durchscheinend, die Oberfläche nur wenig glänzend und matt. Sie ist hell hornfarben mit drei Linien von Flecken, die erlöschen können. Die oberste Linie ist in leicht schief stehende, im Wesentlichen radial verlaufende Striemen aufgelöst. Die (kräftigeren) Rippen sind häufig weiß.
Die Gehäuse sind sehr variabel in der Skulptur. An den einen Standorten überwiegen die feinen Rippen deutlich, an anderen Standorten kommen Gehäuse vor, die häufiger kräftigere Rippen besitzen. Die Männchen sind im Durchschnitt etwas kleiner als die Weibchen. Der Weichkörper ist grau.

## Geographische Verbreitung und Lebensraum
Die Art ist in Norditalien (Ligurien) und Südfrankreich (Umgebung von Nizza) verbreitet. Sie ist im Osten des Verbreitungsgebietes deutlich häufiger.
In Ligurien kommt die Art in eher kühlen Habitaten in Schluchten auf Kalkfelsen vor.

## Taxonomie
Das Arttaxon wurde 1840 durch Carlo Porro als Pomatias striolatum eingeführt. Anton Josef Wagner errichtete 1897 für diese Art die Gattung Striolata. Dies wurde anscheinend übersehen, denn 1971 stellte Falco Giusti für Pomatias striolatum Porro, 1840 eine weitere neue Gattung auf, Toffolettia auf; sie ist damit ein jüngeres objektives Synonym.
Die Fauna Europaea verzeichnet die folgenden Synonyme:
- Pomatias arturi Lessona 1880
- Pomatias contractum Westerlund 1885
- Pomatias defilippii Pini 1884
- Pomatias isseli Caziot 1910
- Pomatias isselianus Bourguignat 1869
- Pomatias lunense De Stefani 1879
- Pomatias veranyi Locard 1894

## Belege

### Online
- AnimalBase - Striolata striolata (Porro, 1840)